# Oskar Löwenstein
Oskar Löwenstein (eigentlich Hans-Oskar Baron Löwenstein de Witt; * 22. Juni 1926 in Stralsund; †  2004 in Berlin) war ein sogenannter „Halbjude“ zur Zeit des Nationalsozialismus.

## Leben
Löwenstein zog 1936 mit seiner Familie nach Berlin. Da sein Vater Jude war, wurde Hans-Oskar Löwenstein 1938 aufgefordert, die Schule zu verlassen. Er besuchte dann die Joseph-Lehmann-Schule der jüdischen Reformgemeinde und trat dafür zum jüdischen Glauben über. Er wurde von den Nationalsozialisten fortan als „Geltungsjude“ bezeichnet. Seine adelige, protestantische Mutter wurde immer wieder von der Gestapo vorgeladen und aufgefordert, sich von ihrem jüdischen Mann zu trennen. Am Tag der „Fabrik-Aktion“ wurde Oskar Löwenstein, ebenso wie sein Vater, in der Rosenstraße inhaftiert. Beide konnten jedoch im Zuge des Rosenstraße-Protests wieder befreit werden.
Löwenstein und seine Eltern überlebten den Holocaust, nach dem Krieg wanderten sie nach Israel aus, kehrten später jedoch nach Westdeutschland zurück. Seine Lebenserinnerungen bildeten unter anderen die historischen Grundlagen für den Film Rosenstraße.